# جغدی پیر
«جغدی پیر» از اشعار نیما یوشیج است.

هیس! مبادا سخنی، جوی آرام

از برِ درّه بغلتید و برفت

آفتاب از نگهش سرد به خاک

پرشی کرد و برنجید برفت.

در همه جنگل مغموم، دگر

نیست زیبا صنمان را خبری

دلربائی ز پی استهزا

خنده‌ای کرد و پس آنگه گذری.

این زمان بالش در خونش فرو

جغد بر سنگ نشسته است خموش

هیس! مبادا سخنی، جغدی پیر

پای در قیر به ره دارد گوش.

## سرایش
نیما مکان سرایش این شعر را «جنگل کلارزمی» و تاریخ آن را «شهریور ۱۳۲۰» ذکر کرده‌است.

## محتوا
در شعر نیما، جغد نماد استبداد است و با شرایط اجتماعی و سیاسی ارتباط دارد.

## نقد
جلال آل احمد در این شعر، جغد را نشانهٔ ناامیدی، گوشه‌گیری و تنهایی می‌داند. او این شعر را با بوف کور اثر صادق هدایت مقایسه می‌کند و می‌نویسد:« آیا فکر نمی‌کنید که اگر هدایت در نثر و نیما در شعر دورهٔ خفقان – آن یکی به «بوف کور» و این دیگری به «جغدی پیر» پناه برده‌اند، علتی دارد؟ و آن هم علت واحدی! فکر نمی‌کنید که چنین مواردی نمی‌تواند سرسری گرفته شود؟ از این نکتهٔ اساسی گذشته نیما اصولاً شاعری است بدبین. گذشته از اشعار دورهٔ اخیر او که مایهٔ پیچیده و فراری از امید و خوشبینی در آنها نهاده شده – خوشبینی و امیدی که باز هم غم انگیز و دلگزا است – گذشته از این اشعار، چه در دوران خفقان و چه پیش از آن «افسانه» و «قصهٔ رنگ پریده» و «ای شب» و غیره ... سرشار از بدبینی است.»